# Rémi Desbonnet
Rémi Desbonnet (* 28. Februar 1992 in Montpellier) ist ein französischer Handballspieler.

## Karriere

### Verein
Rémi Desbonnet lernte das Handballspielen in seiner Heimatstadt bei Montpellier Handball. Nachdem unter anderem Torwart Primož Prošt auf Grund der Spielmanipulationsaffäre den Verein verlassen musste, wurde Desbonnet ab Sommer 2012 zweiter Torwart hinter Mickaël Robin. In der Saison 2012/13 gewann der 1,82 m große Torwart mit dem französischen Rekordmeister die Coupe de France und belegte den dritten Platz in der Ligue Nationale de Handball (LNH). In der EHF Champions League debütierte er bereits in der Spielzeit 2010/11 gegen die Rhein-Neckar Löwen. Nachdem Welthandballer Thierry Omeyer nach Montpellier zurückgekehrt war, stand Desbonnet ab Sommer 2013 für USAM Nîmes Gard im Tor. Mit Nîmes erreichte er 2017/18 das Finale in der Coupe de France. 2019/20 wurde die Mannschaft Dritter in der LNH. Im Sommer 2022 kaufte Montpellier Desbonnet aus seinem bis 2024 laufenden Vertrag heraus. Mit Montpellier gewann er 2025 die Coupe de France.

### Nationalmannschaft
In der französischen A-Nationalmannschaft debütierte Desbonnet beim 46:30-Sieg gegen Griechenland am 2. Mai 2021 in Créteil. Bei der Europameisterschaft 2022 wurde er vor dem Spiel um Bronze, das gegen Dänemark verloren ging, für Wesley Pardin nachnominiert. Bei der Weltmeisterschaft 2023 gehörte er auf seiner Position mit Vincent Gérard und Charles Bolzinger zum französischen Aufgebot. Im Viertelfinale gegen Deutschland (35:28) ersetzte er Gérard nach 14 Minuten im Tor und zeigte mit 48 % gehaltener Würfe eine herausragende Leistung. Mit Frankreich gewann er die Silbermedaille. Bei der Europameisterschaft 2024 gewann er mit Frankreich die Goldmedaille, dabei kam er in allen neun Spielen zum Einsatz. Bei der Weltmeisterschaft 2025, bei der Frankreich Bronze gewann, wurde er in allen neun Partien eingesetzt und warf ein Tor.